# La Piedra Letrada

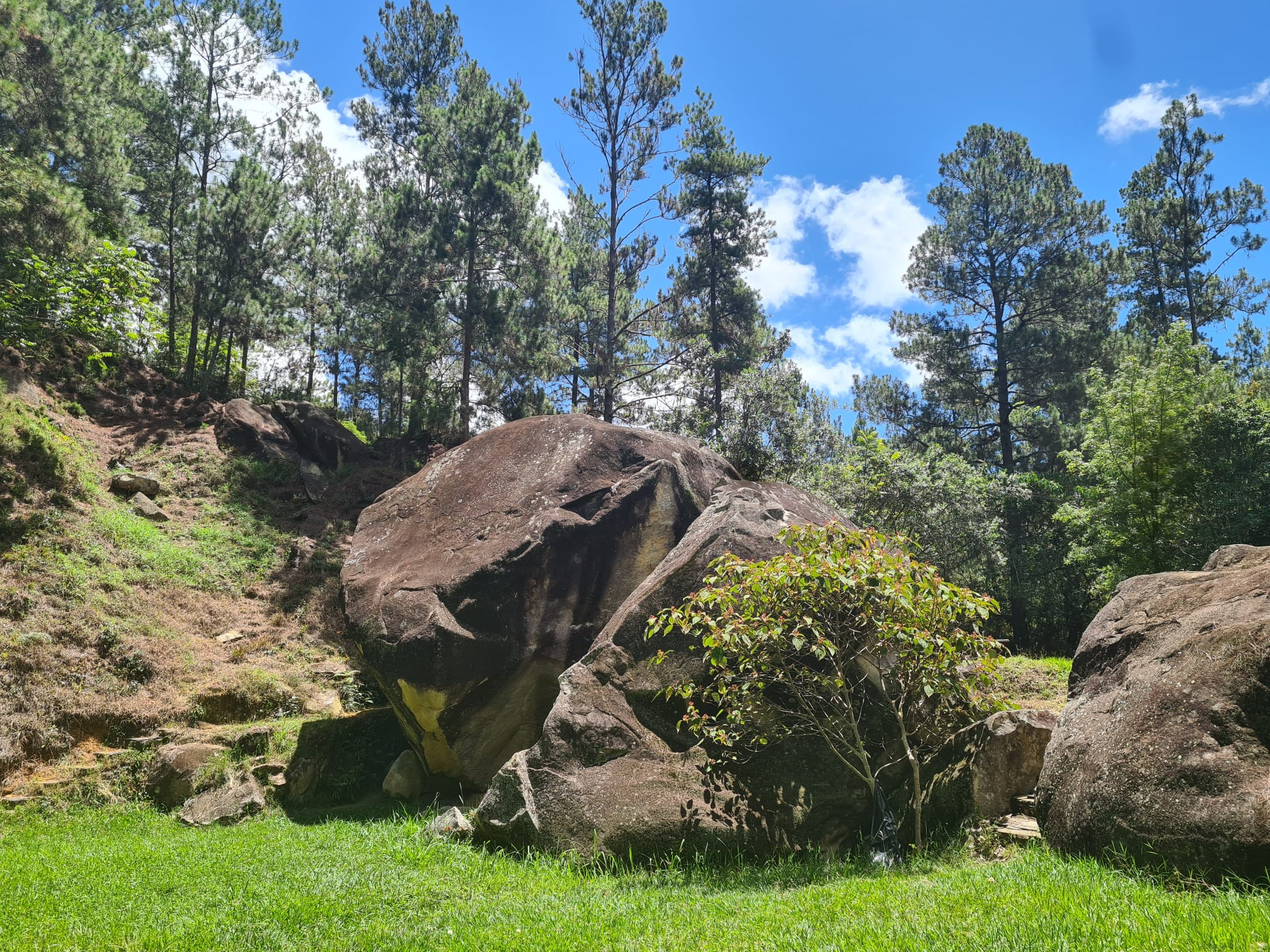
Rocas principales del sitio arqueológico.

La Piedra Letreada, o a veces La Piedra Letrada, es un sitio arqueológico taíno ubicado en la provincia de La Vega, a unos quince kilómetros de Constanza (República Dominicana), a una altura de 1641 a 1671 metros sobre el nivel del mar. El sitio no presenta letras, sino 772 petroglifos realizados sobre ocho rocas, convirtiendo al sitio en el lugar con más petroglifos del país.

## Historia
Los glifos fueron probablemente realizados entre los años 900 y 1500 después de Cristo, durante el periodo de ocupación de la isla por los Taínos. Sin embargo, no se realizaron estudios arqueológicos para determinar con certeza su datación. Tampoco se conoce la función exacta del lugar, pero no parece ser un lugar sepulcral, dado que no se encontraron restos humanos.
No se sabe cuándo fue redescubierto el lugar por los locales, pero en 2004, habitantes de la zona indicaron la existencia de este monumento arqueológico ante las autoridades de turismo de Constanza. En el 2005, el Museo del Hombre Dominicano organiza una primera y investigación del sitio, antes de realizar un poco más profunda del lugar, para después abrirlo a visitantes.  Desde entonces no se realizaron nuevas investigaciones.

## Sitio arqueológico

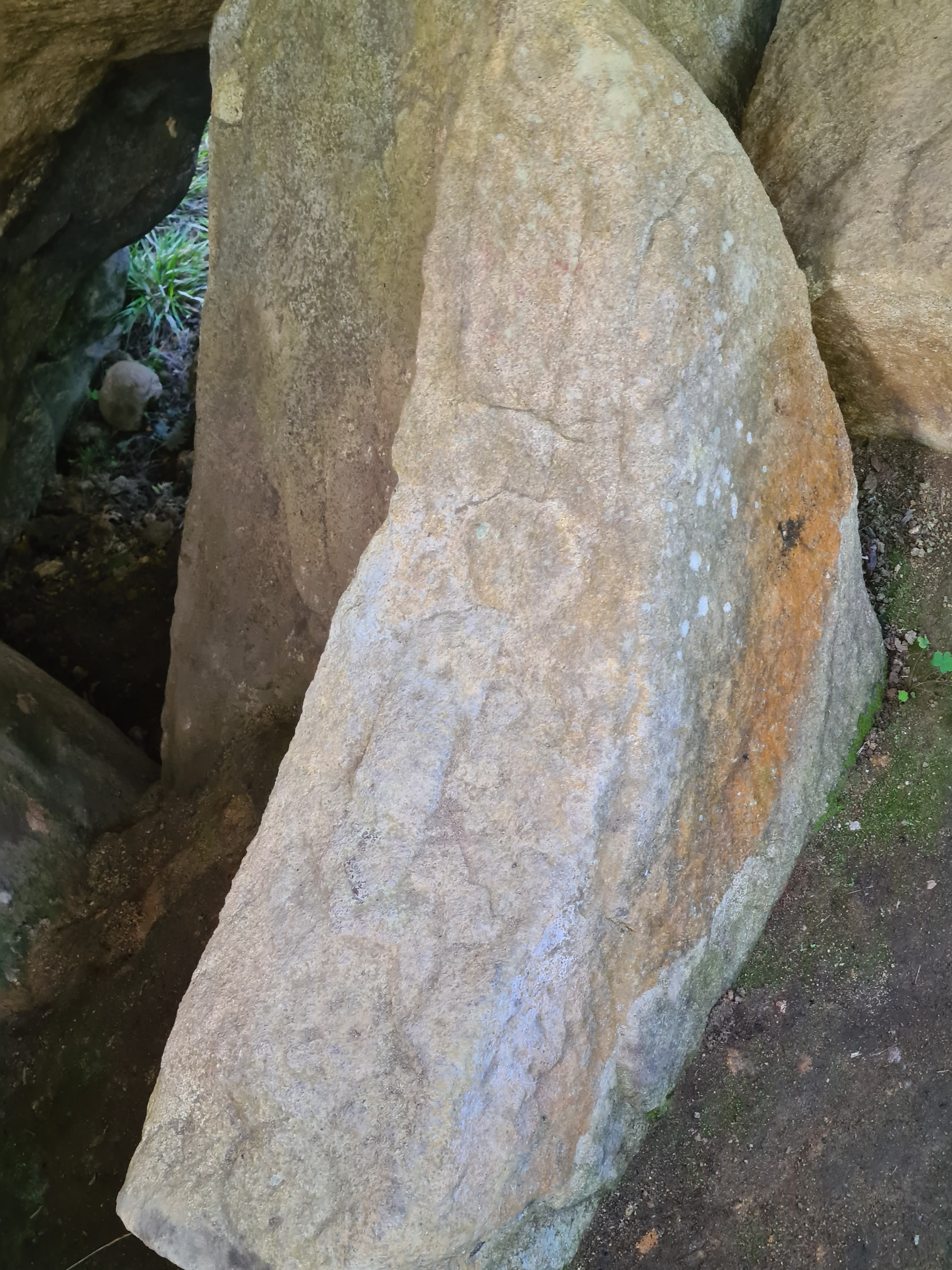
"Dúho de piedra" ubicado debajo de una de las Rocas principales, dando espalda a los glifos.

El sitio se compone de dos rocas principales con tres fachadas cubiertas de petroglifos con representaciones humanas y animales. El lugar se caracteriza por la presencia de grandes rocas graníticas en un claro encajonado entre montañas, a la orilla de un arroyo. Estos elementos naturales probablemente explican la elección de esta ubicación como sitio sagrado.
Además se pueden observar glifos en otras piedras de menor tamaño. Una piedra de forma ovular tiene una cara en su extremo, como si la piedra entera fuera una escultura y el glifo su cara. Otra piedra, ubicada debajo de una de la rocas principales, parece tener la forma de un dúho (asiento ceremonial), y tiene un glifo alargado en su seno.
Hoy, el sitio se encuentra en un estado de degradación avanzada, por la humedad y la lluvias. El monumento carece de protección y no ha beneficiado de restauración. El sitio parece ser muy poco visitado, a pesar de poder recibir más de 280 visitantes cotidianos. 

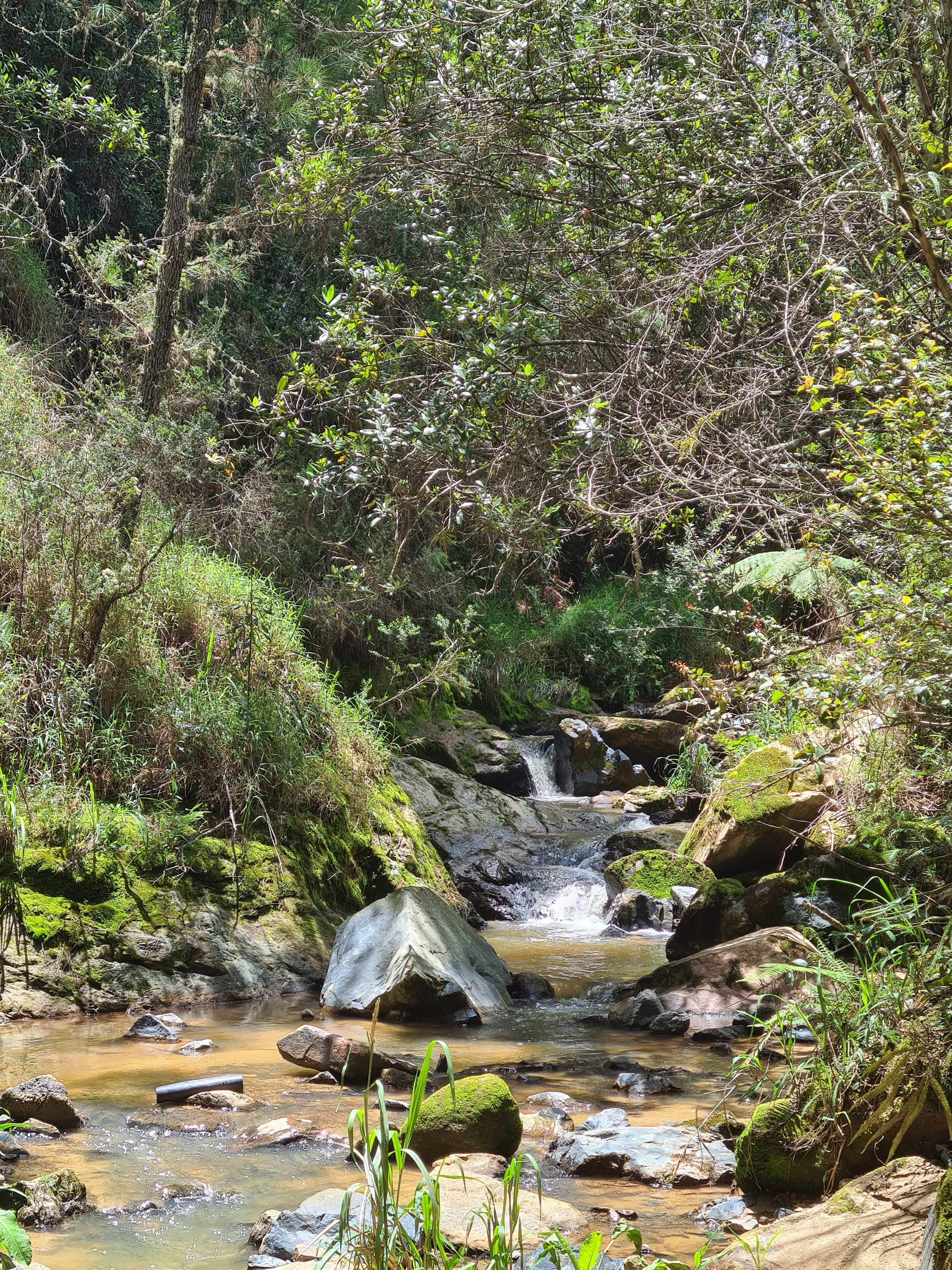
Río del sitio arqueológico.

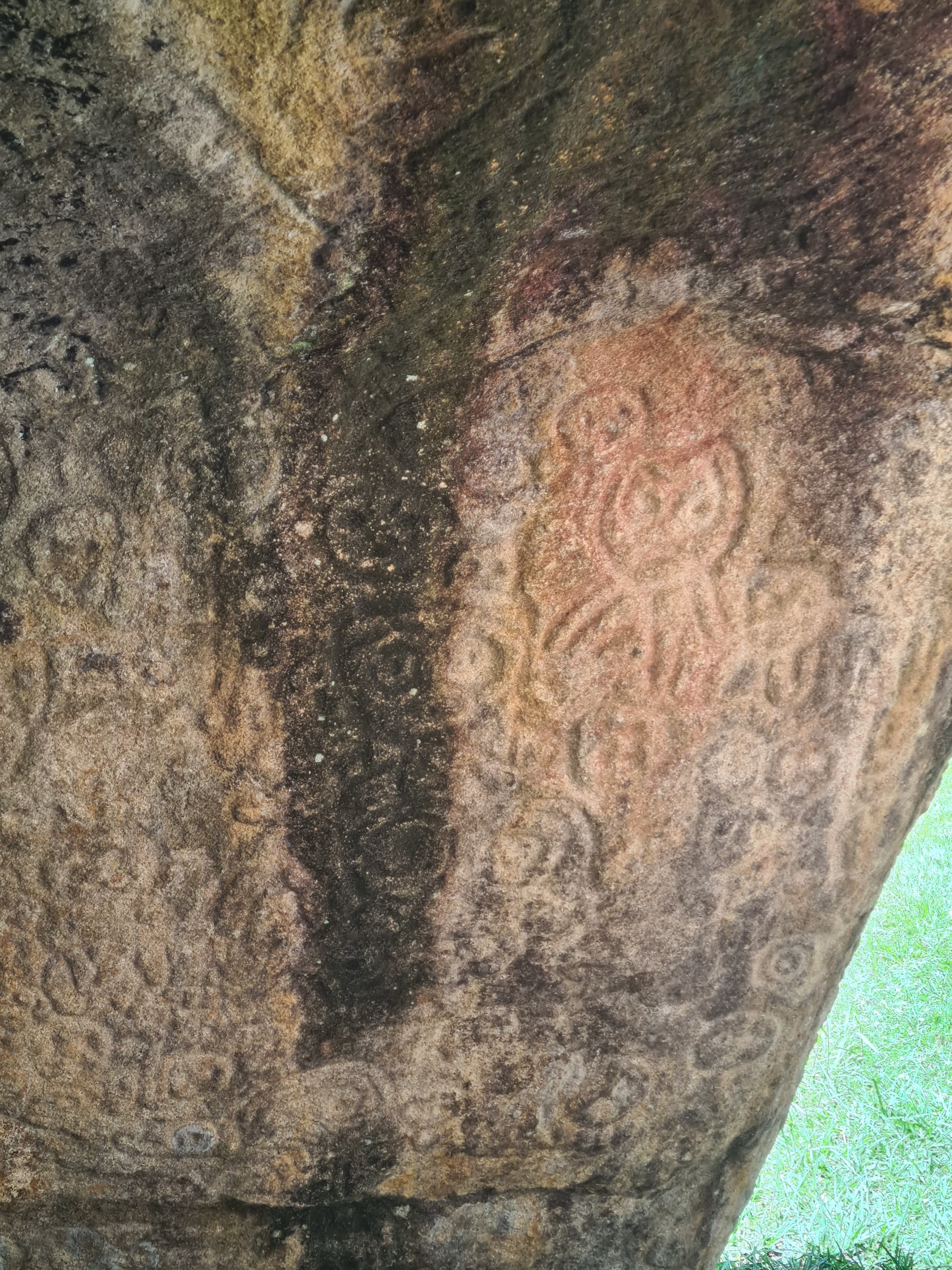
Petroglifos de una de las rocas principales.

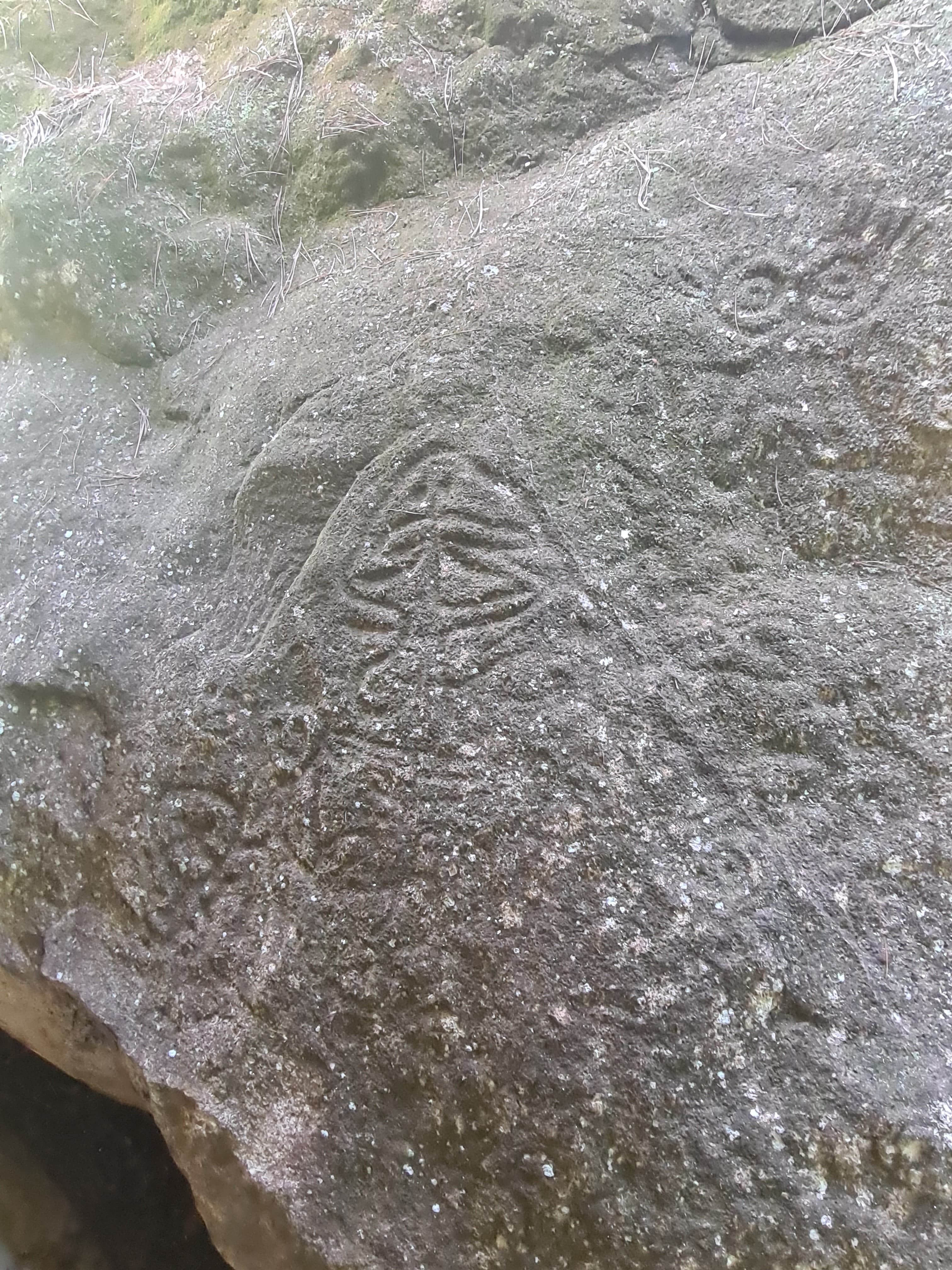
Petroglifos representando elementos animales, espíritus, o personas importantes.

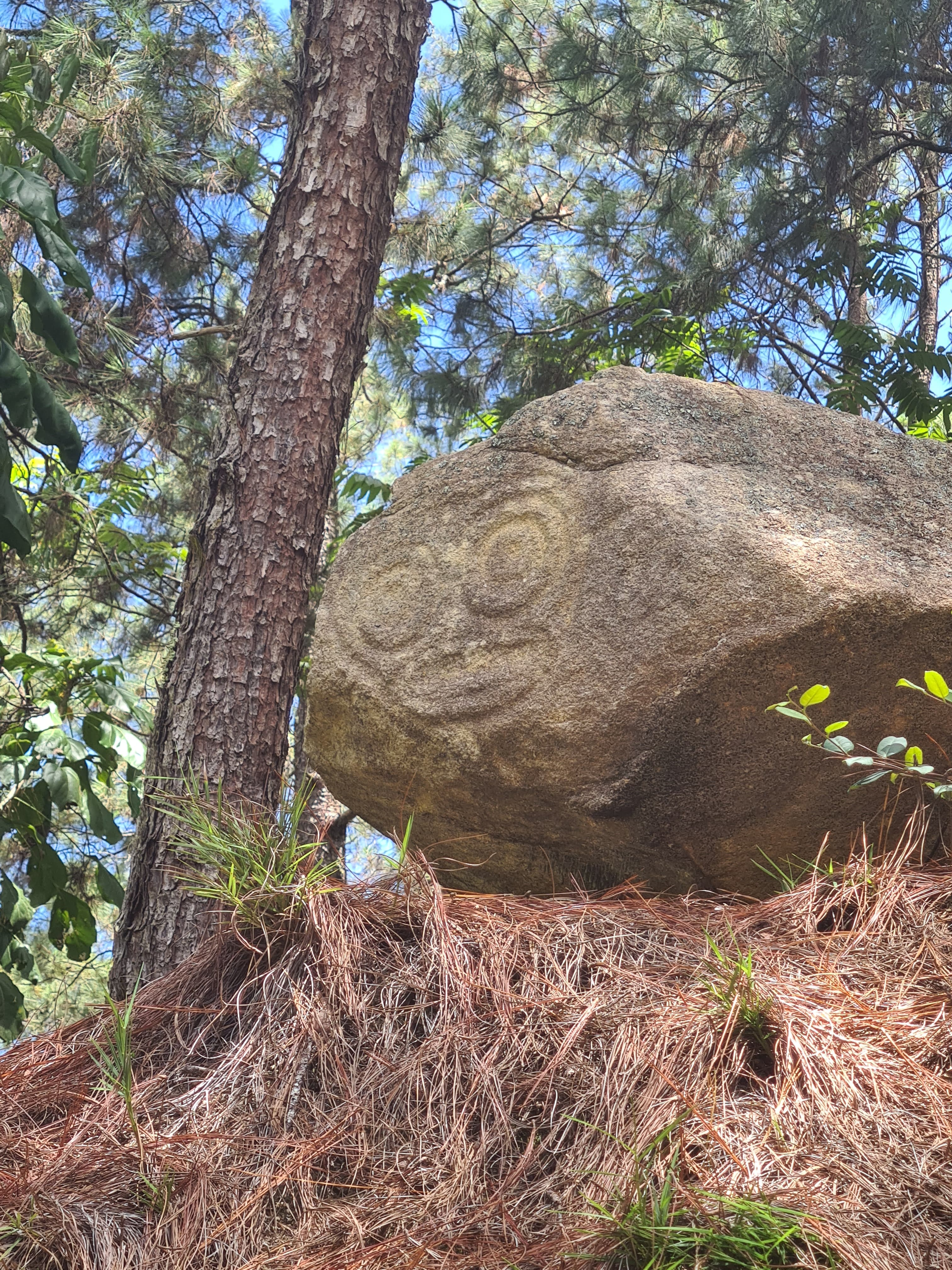
Piedra secundaria con un glifo en su extremo ubicado a unos metros más arriba de las rocas principales. El glifo parece ser una cara y la piedra entera el cuerpo de esa escultura.